# Gladys H. Reynolds
Pour les articles homonymes, voir Reynolds.
Gladys H. Reynolds est une statisticienne américaine qui a fait des recherches pionnières sur la modélisation des maladies sexuellement transmissibles. Elle a travaillé aux Centres pour le contrôle et la prévention des maladies (CDC), et a été la première femme chef d'une branche des statistiques des CDC et la première statisticienne à occuper ce poste.  

## Éducation et carrière
Reynolds fait ses études de premier cycle au Yankton College (en) et est encouragée par le chef du département de mathématiques à poursuivre ses études. Elle obtient une maîtrise en statistiques au Virginia Tech et rejoint le CDC en 1960. Elle est nommée instructrice à l'université Emory en 1965 et y obtient un doctorat en 1973. Sa thèse, intitulée A Control Model for Gonorrhea, est l'un des premiers travaux à produire un modèle mathématique pour la transmission sexuelle des maladies. Elle retourne au CDC, où elle dirige la Direction des services statistiques et d'évaluation de la Division des maladies sexuellement transmissibles de 1979 à 1989, et travaille au Bureau de la santé des minorités en tant que statisticienne principale de 1989 à 2007, année où elle prend sa retraite. Elle a également présidé la section Statistics in Epidemiology de la Société américaine de statistique.

## Engagements en faveur des minorités
En plus de travailler sur la modélisation des maladies, Reynolds a travaillé pour l'égalité au CDC. Elle rappelle que, lorsqu'elle a débuté au CDC, il n'y avait pas d'Afro-Américains, très peu de femmes, et qu'existait une résistance significative au changement dans ces domaines. Elle était « très impliquée dans l'embauche de femmes et de minorités ». Elle a siégé au Conseil consultatif pour l'égalité des chances en matière d'emploi de 1986 à 1987, présidé le Comité d'action positive en 1987 et agi à titre de présidente de l'Association des femmes cadres de la CDC. Dans ce travail, elle a utilisé son expertise statistique pour fixer des objectifs d'embauche qui permettraient d'atteindre un effectif représentatif. Dans ses fonctions à l'American Statistical Association, elle a fait campagne pour une plus grande représentation des femmes et des minorités dans les bureaux et distinctions de l'association, et de 1996 à 2002, elle a présidé le comité de l'association sur les minorités. Elle appartenait également au Comité des affaires des minorités de l'American College of Epidemiology (en).

## Prix et distinctions
Reynolds est élue membre de l'American College of Epidemiology (en) en 1983 et de la Société américaine de statistique en 1985. Elle est élue à l'Institut international de statistique en 1986. Le CDC a décerné à Reynolds son prix pour sa contribution à la promotion de la femme en 1986, et Women in Science and Engineering lui ont décerné leur Lifetime Achievement Award en 1989. 
En 2004 elle reçoit le prix Elizabeth Scott décerné par le Comité des présidents de sociétés statistiques (COPSS).